# Магрибский арабский язык
Магрибский арабский язык (араб. دارجة مغربية‎), или дарижа (араб. الدارجة‎) — термин для разновидностей арабского языка, на котором говорят на территории Магриба, в который входят Алжир, Ливия, Марокко, Тунис. В Алжире магрибский арабский в качестве разговорного изучали как отдельный предмет во время французской колонизации, и существуют несколько учебных пособий. Говорящие на магрибском называют свой язык дарижа или дерижа, что означает «диалект» в современном арабском языке. Он в основном используется в качестве разговорного языка; письменное общение в первую очередь делается на современном стандартном арабском языке (или французском), вместе с новостным вещанием. Магрибский арабский используется почти для всех средств общения, а также в телевизионных драмах и на рекламных щитах в Марокко и Тунисе, в то время как современный стандартный арабский язык (الفصحى (al-)fuṣ-ḥā) используется для письма.

## Разновидности
- Разновидности арабского языка
- Койне
  - Алжирский
  - Марокканский
  - Тунисский
  - Ливийский
- Бану-хилал:
  - Джебли
  - Джиджель
  - Сицилийско-арабский язык (исчез)
    - Мальтийский язык (произошёл от сицилийско-арабского, но под лексическим влиянием сицилийского, итальянского, французского и, в последнее время, английского языков)
- Бедуинские
  - Хассания
  - Сахарский